# Classe Breakaway
La classe Breakaway est une classe de six navires de croisière exploitée par la société Norwegian Cruise Line.
Elle fait partie des sept classes de paquebots appartenant à Norwegian Cruise Line et succède à la classe Epic.
EN septembre 2011, NCL officialise la construction du Norwegian Breakaway et du Norwegian Getaway aux chantiers Meyer Werft de Papenburg.
La découpe de la première tôle du prototype a eu lieu en septembre 2011. Les six navires sont livrés successivement entre 2013 et 2019.

## Les unités de la classe
La Classe Breakaway est divisée en deux parties : la partie « Classe Breakaway » composée de trois navires de 325 mètres et la partie « Breakaway Plus » composée de trois navires de 333 mètres avec un ajout de deux ponts supplémentaires. 
| Navire de croisière | Tableau | IMO     | Tonnage (T.S.L.) | Longueur (m) | Maître-bau (m) | Passagers | Équipage | Vitesse (nœuds) | Mise en service | Chantier naval          |
| ------------------- | ------- | ------- | ---------------- | ------------ | -------------- | --------- | -------- | --------------- | --------------- | ----------------------- |
| Norwegian Breakaway |         | 9606912 | 145 655          | 325          | 39,7           | 3963      | 1657     | 21              | 2013            | Meyer Werft (Papenburg) |
| Norwegian Getaway   |         | 9606924 | 145 655          | 325          | 39,7           | 3963      | 1657     | 21              | 2014            | Meyer Werft (Papenburg) |
| Norwegian Escape    |         | 9677076 | 165 157          | 326          | 41,4           | 4266      | 1733     | 21              | 2015            | Meyer Werft (Papenburg) |

| Navire de croisière | Tableau | IMO     | Tonnage (T.S.L.) | Longueur (m) | Maître-bau (m) | Passagers | Équipage | Vitesse (nœuds) | Mise en service | Chantier naval          |
| ------------------- | ------- | ------- | ---------------- | ------------ | -------------- | --------- | -------- | --------------- | --------------- | ----------------------- |
| Norwegian Joy       |         | 9703796 | 167 725          | 333          | 41             | 3883      | 1700     | 21              | 2017            | Meyer Werft (Papenburg) |
| Norwegian Bliss     |         | 9751509 | 168 028          | 333          | 41             | 4002      | 1700     | 21              | 2018            | Meyer Werft (Papenburg) |
| Norwegian Encore    |         | 9751511 | 169 116          | 333          | 48             | 3998      | 2100     | 21              | 2019            | Meyer Werft (Papenburg) |